# Saint-Longis
Saint-Longis est une commune française, située dans le département de la Sarthe en région Pays de la Loire, peuplée de 511 habitants.
La commune fait partie de la province historique du Maine, et se situe dans le Saosnois.

## Géographie

### Lieux-dits et écarts
- Marquoie, prononcé Marcoué en parler local. Julien Rémy Pesche l'a même orthographié ainsi dans  son dictionnaire topographique.
- Le Rutin.

### Communes limitrophes
| Villaines-la-Carelle | Aillières-Beauvoir | Marollette           |
| Vezot                | Saint-Longis       | Mamers               |
| Panon, Saosnes       | Pizieux            | Saint-Rémy-des-Monts |

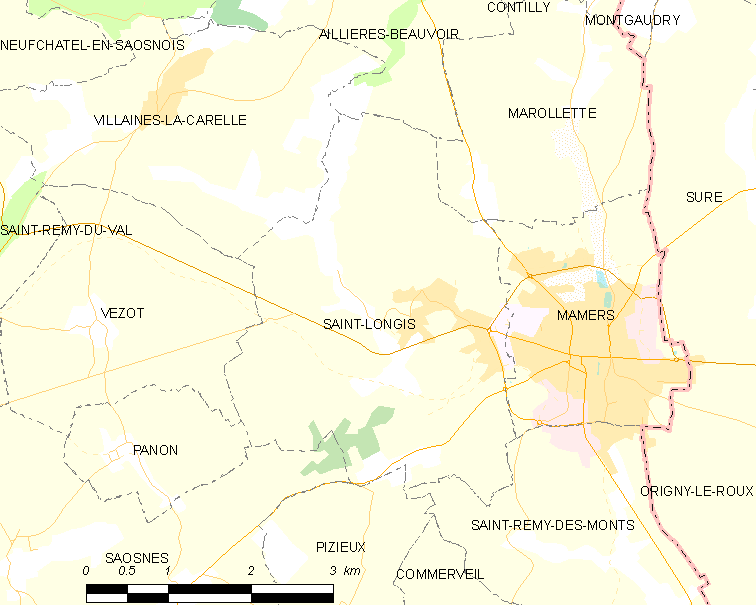
Carte de la commune.
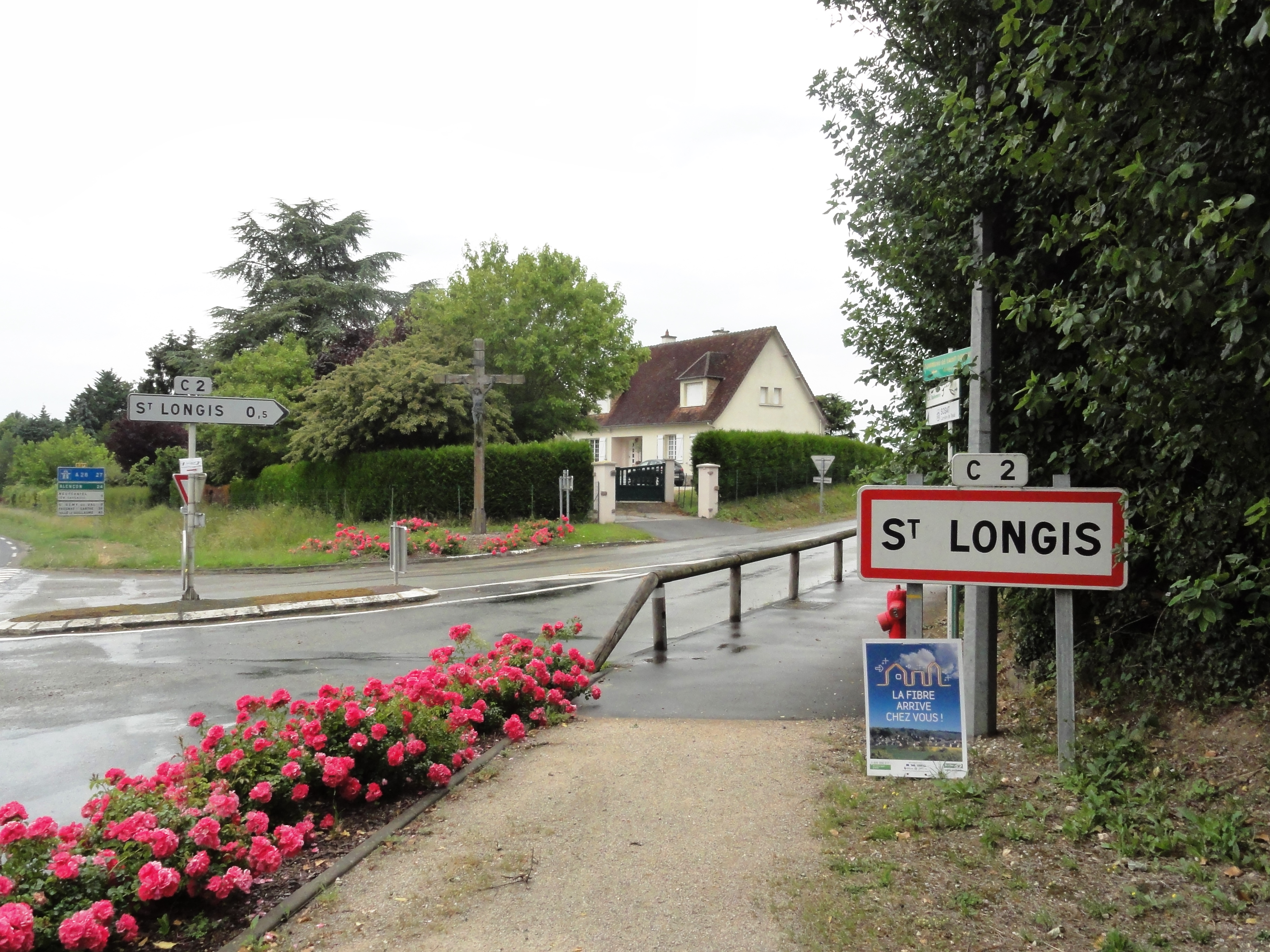
Entrée de Saint-Longis.

### Climat
Pour des articles plus généraux, voir Climat des Pays de la Loire et Climat de la Sarthe.
En 2010, le climat de la commune est de type climat océanique dégradé des plaines du Centre et du Nord, selon une étude du CNRS s'appuyant sur une série de données couvrant la période 1971-2000. En 2020, Météo-France publie une typologie des climats de la France métropolitaine dans laquelle la commune est exposée à un climat océanique altéré et est dans la région climatique  Normandie (Cotentin, Orne), caractérisée par une pluviométrie relativement élevée (850 mm/a) et un été frais (15,5 °C) et venté. 
Pour la période 1971-2000, la température annuelle moyenne est de 10,6 °C, avec une amplitude thermique annuelle de 14,1 °C. Le cumul annuel moyen de précipitations est de 738 mm, avec 11,8 jours de précipitations en janvier et 7,6 jours en juillet. Pour la période 1991-2020, la température moyenne annuelle observée sur la station météorologique de Météo-France la plus proche, « Commerveil_sapc », sur la commune de Commerveil à 4 km à vol d'oiseau, est de 11,9 °C et le cumul annuel moyen de précipitations est de 712,2 mm,. Pour l'avenir, les paramètres climatiques de la commune estimés pour 2050 selon différents scénarios d'émission de gaz à effet de serre sont consultables sur un site dédié publié par Météo-France en novembre 2022.

## Urbanisme

### Typologie
Au 1er janvier 2024, Saint-Longis est catégorisée commune rurale à habitat dispersé, selon la nouvelle grille communale de densité à sept niveaux définie par l'Insee en 2022.
Elle appartient à l'unité urbaine de Mamers, une agglomération intra-départementale regroupant deux  communes, dont elle est une commune de la banlieue,,. Par ailleurs la commune fait partie de l'aire d'attraction de Mamers, dont elle est une commune de la couronne,. Cette aire, qui regroupe 21 communes, est catégorisée dans les aires de moins de 50 000 habitants,.

### Occupation des sols
L'occupation des sols de la commune, telle qu'elle ressort de la base de données européenne d’occupation biophysique des sols Corine Land Cover (CLC), est marquée par l'importance des territoires agricoles (91,5 % en 2018), une proportion sensiblement équivalente à celle de 1990 (91,7 %). La répartition détaillée en 2018 est la suivante : 
terres arables (79,7 %), prairies (10,7 %), zones urbanisées (5,1 %), forêts (2,1 %), espaces verts artificialisés, non agricoles (1,4 %), zones agricoles hétérogènes (1 %). L'évolution de l’occupation des sols de la commune et de ses infrastructures peut être observée sur les différentes représentations cartographiques du territoire : la carte de Cassini (XVIIIe siècle), la carte d'état-major (1820-1866) et les cartes ou photos aériennes de l'IGN pour la période actuelle (1950 à aujourd'hui).

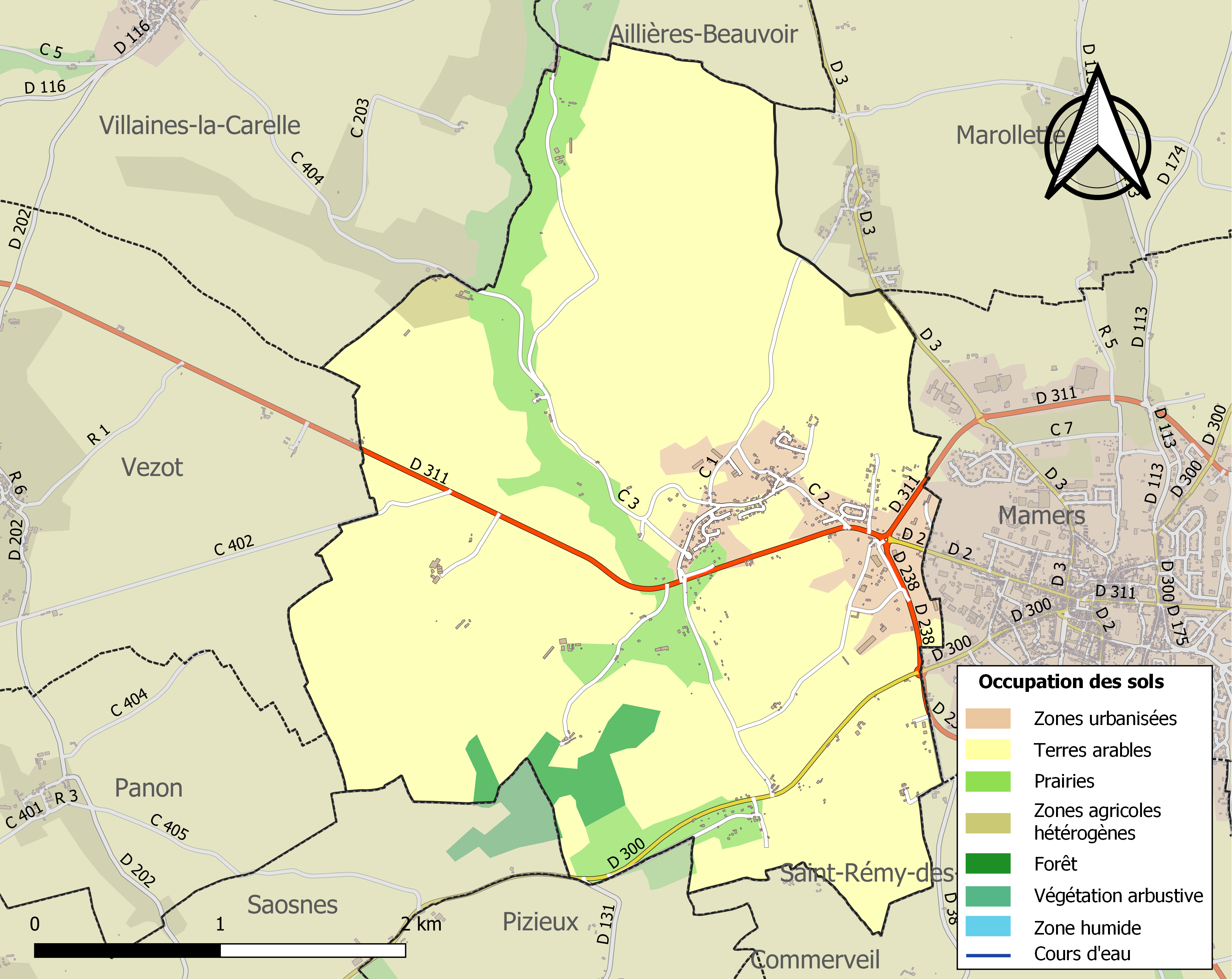
Carte des infrastructures et de l'occupation des sols de la commune en 2018 (CLC).

## Toponymie
Le nom de la localité est attesté sous la forme [monasteriolum… ordinante] Sancto Lonegiselo au IXe siècle, ce qui pourrait signifier « Le monastère commandé par Saint-Launogisil ». Ce nom serait issu de l'anthroponyme germanique Launogisilqui a ensuite été francisé en Lonégisile puis réduit en Longis par un processus de « syncope ». D'après Pesche, il s’installa en un lieu-dit Buxidum ou Buxiacum, du nom latin du buis buxus suivi du suffixe gaulois -acum : il s’agissait d’un endroit où poussaient des buis. Ce toponyme aurait ensuite été francisé en Boisselière ou en Bouessé. C’est là qu’il fonda le « Monastère de Saint-Pierre-des-Bons-Hommes » dont il devint abbé au VIIe siècle. Ce site disposait d’une église qui, en 854, se nommait Cella Bussoligum in pago Sagonensis, ce qu’on pourrait traduire par « l’église de la Boisselière en pays saosnois ». Elle aurait ensuite été ruinée par les Normands, d’où probablement la reconstruction du village à son emplacement actuel.
Le gentilé est Longonien.

## Politique et administration
| Période                                  | Période   | Identité                   | Étiquette | Qualité                                                       |
| ---------------------------------------- | --------- | -------------------------- | --------- | ------------------------------------------------------------- |
|                                          |           |                            |           |                                                               |
| 1803                                     | 1805      | Pierre Terrier             |           |                                                               |
| 1809                                     | 1826      | Marin La Marre             |           |                                                               |
| 1826                                     | 1830      | Clément Regnoust Malazière |           |                                                               |
| 1838                                     |           | René François Jouaux       |           |                                                               |
| 1841                                     | 1844      | Michel Collin              |           | Fait fonction de maire                                        |
| 1844                                     | 1864      | Louis Chevallier           |           |                                                               |
| 1864                                     | 1870      | Pierre Girard              |           |                                                               |
| 1870                                     | 1874      | René Jouaux                |           |                                                               |
| 1874                                     | 1881      | François Jouault           |           |                                                               |
| 1881                                     | 1884      | François Bellesort         |           |                                                               |
| 1884                                     | 1889      | Amédé Janet de la Mairie   |           |                                                               |
| 1890                                     |           | Louis Mercier              |           |                                                               |
| 1919                                     | 1945      | Almir Théodore Juin        |           | Négociant                                                     |
|                                          |           |                            |           |                                                               |
| ?                                        | mars 2001 | Joseph Trubert             |           |                                                               |
| mars 2001                                | mai 2020  | Luc-Marie Faburel          |           | Employé télécommunications                                    |
| mai 2020                                 | En cours  | Léopold Monceaux           | SE        | Directeur de centre de ressources et d’innovation pédagogique |
| Les données manquantes sont à compléter. |           |                            |           |                                                               |

Le nombre d'habitants, au dernier recensement, étant compris entre 500 et 1499, le nombre de membres du conseil municipal est de 15.

## Démographie
L'évolution du nombre d'habitants est connue à travers les recensements de la population effectués dans la commune depuis 1793. Pour les communes de moins de 10 000 habitants, une enquête de recensement portant sur toute la population est réalisée tous les cinq ans, les populations de référence des années intermédiaires étant quant à elles estimées par interpolation ou extrapolation. Pour la commune, le premier recensement exhaustif entrant dans le cadre du nouveau dispositif a été réalisé en 2006.
En 2022, la commune comptait 511 habitants, en évolution de +1,39 % par rapport à 2016 (Sarthe : −0,25 %, France hors Mayotte : +2,11 %).
| 1793 | 1800 | 1806 | 1821 | 1831 | 1836 | 1841 | 1846 | 1851 |
| ---- | ---- | ---- | ---- | ---- | ---- | ---- | ---- | ---- |
| 310  | 315  | 301  | 349  | 403  | 439  | 406  | 405  | 414  |

| 1856 | 1861 | 1866 | 1872 | 1876 | 1881 | 1886 | 1891 | 1896 |
| ---- | ---- | ---- | ---- | ---- | ---- | ---- | ---- | ---- |
| 424  | 418  | 375  | 369  | 384  | 349  | 360  | 338  | 287  |

| 1901 | 1906 | 1911 | 1921 | 1926 | 1931 | 1936 | 1946 | 1954 |
| ---- | ---- | ---- | ---- | ---- | ---- | ---- | ---- | ---- |
| 315  | 318  | 298  | 275  | 299  | 283  | 288  | 283  | 299  |

| 1962 | 1968 | 1975 | 1982 | 1990 | 1999 | 2006 | 2011 | 2016 |
| ---- | ---- | ---- | ---- | ---- | ---- | ---- | ---- | ---- |
| 294  | 245  | 381  | 471  | 507  | 450  | 485  | 528  | 504  |

| 2021 | 2022 | - | - | - | - | - | - | - |
| ---- | ---- | - | - | - | - | - | - | - |
| 507  | 511  | - | - | - | - | - | - | - |

## Lieux et monuments
- Église Saint-Pierre-et-Saint-Longis des XIe, XIVe et XIXe siècles. Le chœur est tourné vers le midi et non vers l'est, il est construit sur une crypte comblée en 1851.
- Ancien moulin de Saint-Longis, attesté au XIe siècle dit moulin Foussard, du XIXe siècle ; il cesse son activité en 1929, est restauré en 1975, sur le cours du Rutin.
- Vallée du Rutin : zone naturelle d'intérêt écologique, faunistique et floristique.

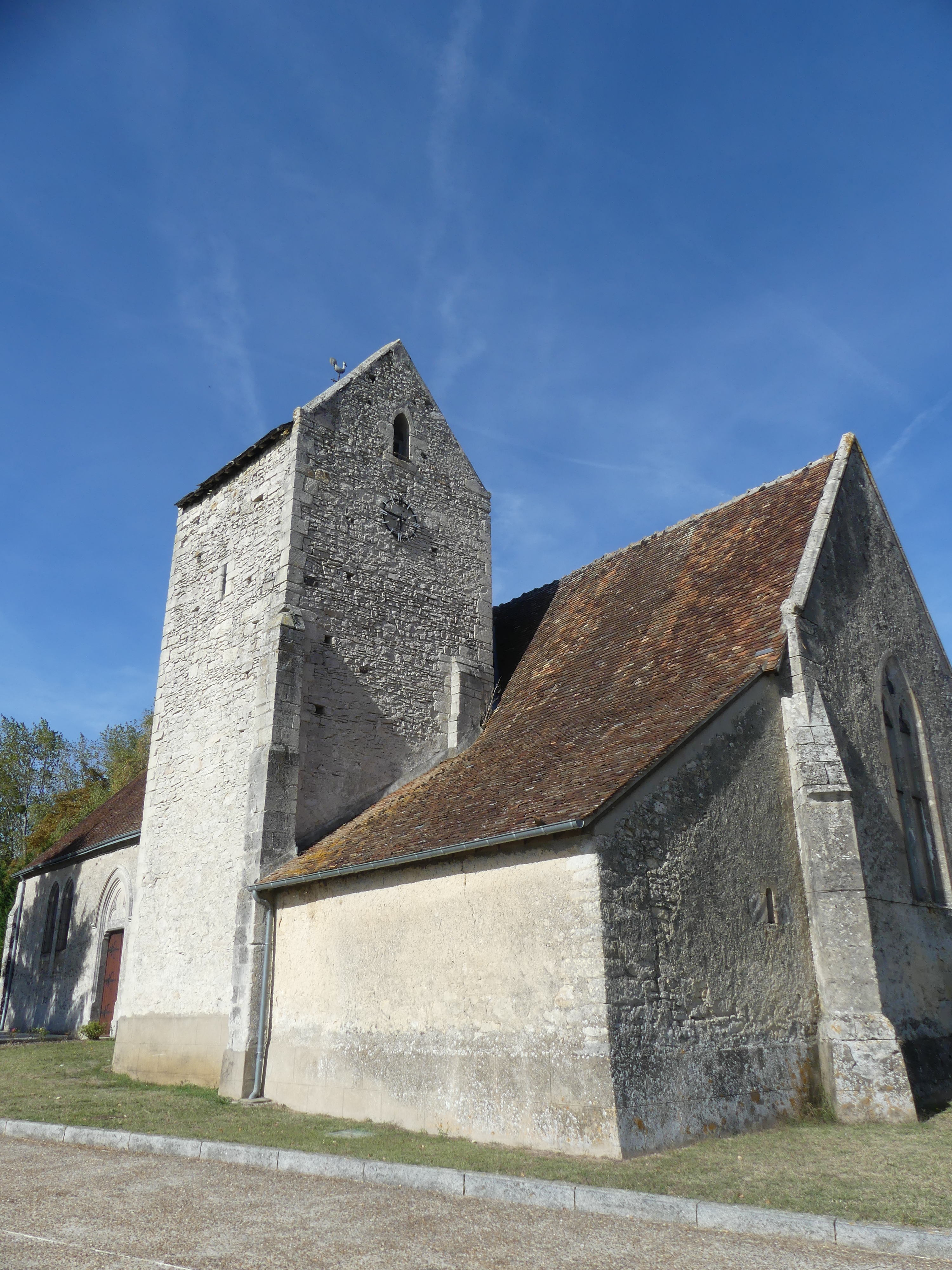
Église Saint-Pierre-et-Saint-Longis aves son clocher en bâtière.
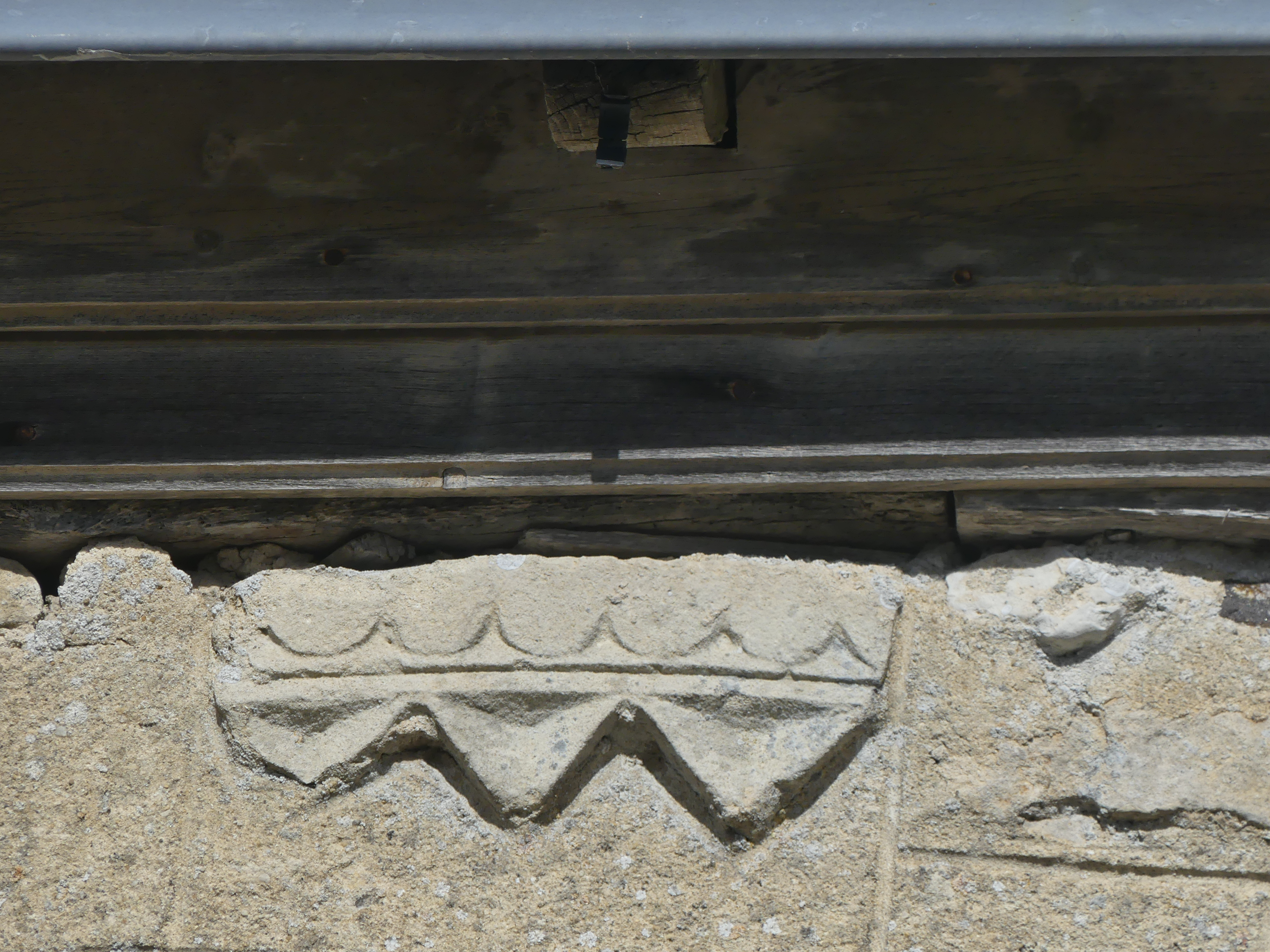
Réutilisation d'éléments romans de l'église primitive.
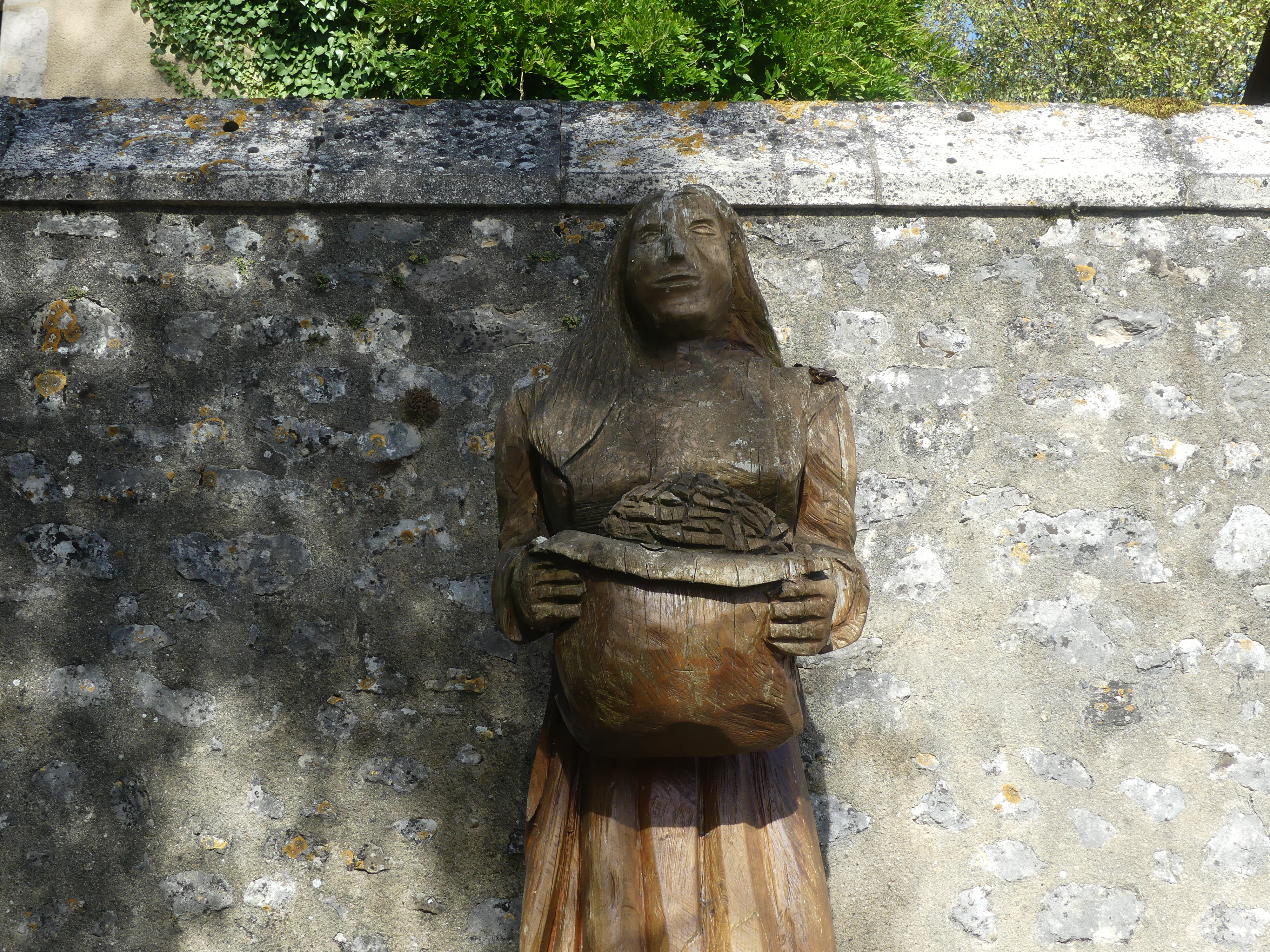
Sainte Onoflette, fille spirituelle de saint Longis, et ses braises.
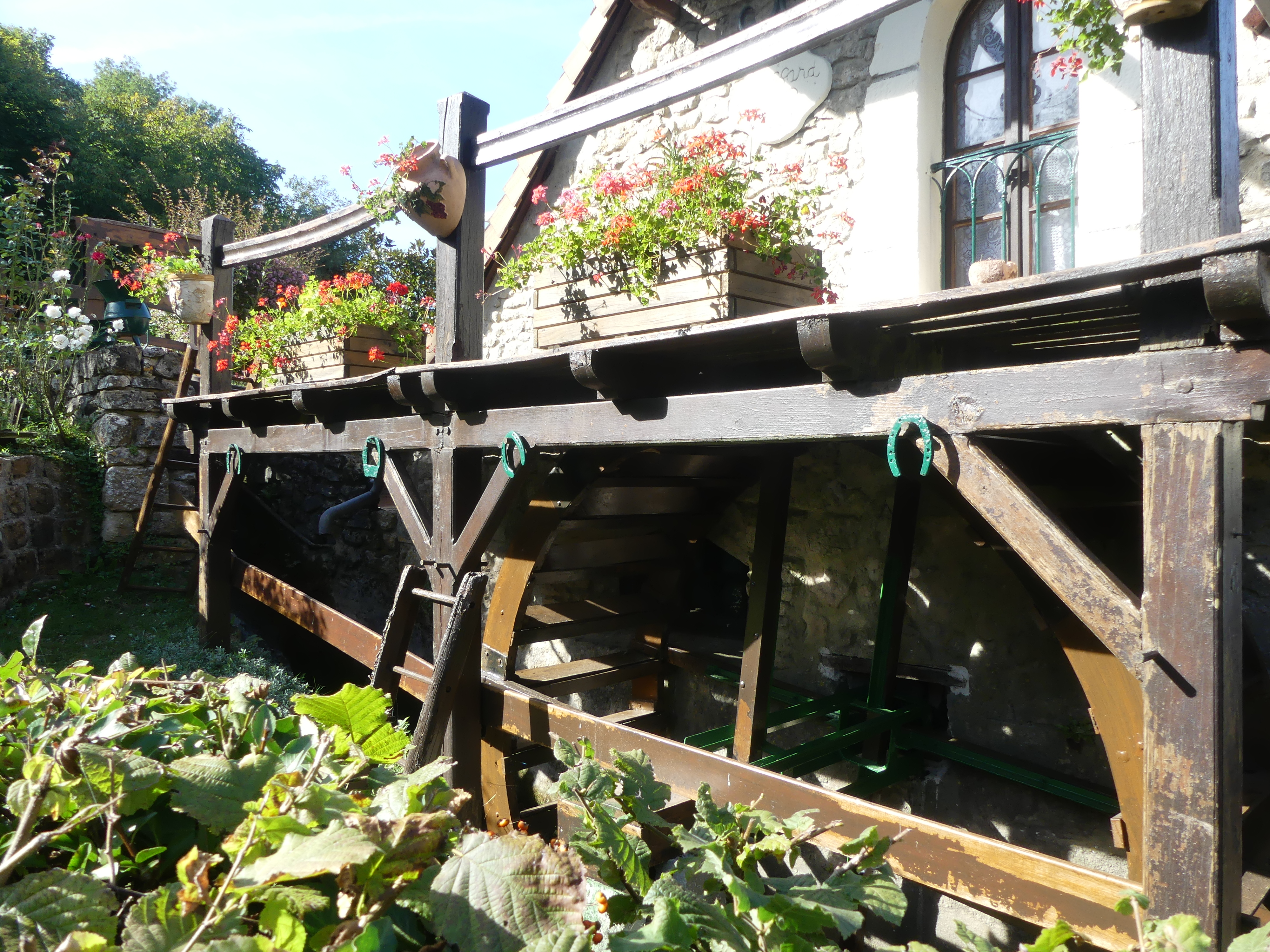
Moulin de Saint-Longis dit moulin Foussard.